# Lawrence Stroll
Lawrence Stroll, soprannome di Lawrence Sheldon Strulovitch (Montréal, 11 luglio 1959), è un imprenditore canadese, proprietario e fondatore dal 2019 della scuderia britannica Aston Martin F1 Team, che corre nel Campionato mondiale di Formula 1. Collezionista di Ferrari d'epoca, dal 2020 è presidente esecutivo e tra i maggiori azionisti della Aston Martin. Secondo Forbes, a Febbraio 2025 ha un patrimonio netto di 3,8 miliardi di dollari.
Suo figlio Lance Stroll è un pilota di Formula 1 che corre per la sua Aston Martin.

## Biografia
Nato in una famiglia di origine ebraica a Montréal, Québec, è figlio di Leo Strulovitch.
Attivo come investitore nel settore vestiario e della moda, ha importato in Canada i marchi d'abbigliamento Pierre Cardin e Ralph Lauren. Insieme all'investitore di Hong Kong Silas Chou, Stroll ha fondato nel 1989 la società Sportswear Holdings Ltd., con la quale ha investito nei marchi d'abbigliamento di Tommy Hilfiger e Michael Kors, esportando i due marchi a livello globale. Negli anni 2000, Chou e Stroll hanno investito nell'azienda Asprey & Garrard.
Appassionato d'auto, Stroll possiede il circuito automobilistico canadese di Mont-Tremblant, in Québec. Nell'agosto 2018 Stroll ha acquistato il team Force India, in difficoltà finanziarie. Dalle ceneri della scuderia indiana ha fondato la Racing Point, che è impegnata nel campionato mondiale di Formula 1.
Il 31 gennaio 2020 Stroll ha acquisito, alla guida di un consorzio di investitori, per 182 milioni di sterline il 16,7% del capitale della Aston Martin diventandone presidente esecutivo. Il Racing Point F1 Team è stato quindi ribattezzato Aston Martin a partire dal 2021.

### Vita privata
Dal 20 dicembre 2020 è sposato con la stilista brasiliana Raquel Diniz. Precedentemente è stato sposato con Claire-Anne Callens (nata in Belgio) che gestisce un'azienda di moda chiamata Callens. Dal matrimonio due i figli: Lance, pilota di Formula 1 che corre per la stessa Aston Martin e Chloe. Risiedono a Ginevra, in Svizzera, nonché sull'isola di Mustique, Saint Vincent e Grenadine. 
Stroll ha una vasta collezione di auto, per lo più composta da Ferrari, dalla Ferrari 250 GTO alla LaFerrari. Possiede anche la concessionaria Ferrari del Quebec e altre auto come McLaren F1 e Ford GT40.